# Gli scontenti
Gli scontenti è un film del 1961 diretto da Giuseppe Lipartiti.

## Trama
In un paese, noto per l'estrema suscettibilità dei suoi abitanti, a seguito di un incidente che ha danneggiato la cagnetta della duchessa Luce di Castelnuovo e Sciarabello il giovane disoccupato Bastiano Supino da un giorno all'altro è assunto dal municipio come accalappiacani. Lo sprovveduto e improvvisato custode, pur fidanzato con Angelina, allaccia una relazione sentimentale con la duchessa, a sua volta coniugata. Quando Angelina scopre la tresca va su tutte le furie e lascia Bastiano minacciando lo scandalo. L'uomo, per dispetto, fugge liberando tutti i cani che aveva in custodia. Poiché gira la voce che uno degli animali è affetto da idrofobia, il panico si diffonde in paese e tutti vogliono rintracciare Bastiano e linciarlo. Una volta arrestato, l'ex accalappiacani se la vede molto brutta, tuttavia l'abile arringa dello smaliziato avvocato Boccea salva in extremis Bastiano.